# Liste der Kulturgüter in Capriasca
Die Liste der Kulturgüter in Capriasca enthält alle Objekte in der Gemeinde Capriasca im Kanton Tessin, die gemäss der Haager Konvention zum Schutz von Kulturgut bei bewaffneten Konflikten, dem Bundesgesetz vom 20. Juni 2014 über den Schutz der Kulturgüter bei bewaffneten Konflikten sowie der Verordnung vom 29. Oktober 2014 über den Schutz der Kulturgüter bei bewaffneten Konflikten unter Schutz stehen.
Objekte der Kategorien A und B sind vollständig in der Liste enthalten, Objekte der Kategorie C fehlen zurzeit (Stand: 1. Januar 2023).

## Kulturgüter
| Foto | | Objekt | Kat. | Typ | Standort                                                | Beschreibung |
| ---- | --- | --- | ---- | --- | ------------------------------------------------------- | ------------ |
| ja   | Datei hochladen · Wikidata zu Kirche der Heiligen Peter und Paul (Q3668369)                                     | Kirche Santi Pietro und Paolo / Chiesa dei Santi Pietro e Paolo KGS-Nr.: 05531                                                                                  | A    | G   | Lugaggia, Via Santi Pietro e Paolo 9 718728 / 101044    |              |
| ja   | Datei hochladen · Wikidata zu Klosterkomplex Santa Maria Assunta (Q3689617)                                     | Klosterkomplex Santa Maria Assunta / Complesso del Convento di Santa Maria Assunta KGS-Nr.: 05720                                                               | A    | G   | Bigorio, Via al Convento 42 716961 / 103413             |              |
| ja   | Datei hochladen · Wikidata zu Pfarrkirche SS. Antonio da Padova, Giacomo e Filippo (Q3668075)                   | Pfarrkirche Santi Antonio da Padova, Giacomo e Filippo / Chiesa parrocchiale dei Santi Antonio da Padova, Giacomo e Filippo KGS-Nr.: 05761                      | A    | G   | Vaglio, Via della Pieve 717469 / 102266                 |              |
| ja   | Datei hochladen · Wikidata zu Museum des Klosters Santa Maria Assunta (Q27479959)                               | Museum des Klosters Santa Maria Assunta / Museo del Convento di Santa Maria Assunta KGS-Nr.: 08639                                                              | A    | S   | Bigorio, Via al Convento 42 716961 / 103413             |              |
| ja   | Datei hochladen · Wikidata zu Torre di Redde und mittelalterliche Siedlung (Q20012680)                          | Torre di Redde und mittelalterliche Siedlung / Torre de Redde e insediamento medievali KGS-Nr.: 09683                                                           | A    | F/G | Vaglio, Via San Clemente 717829 / 101213                |              |
| ja   | Datei hochladen · Wikidata zu Plebiszitäre Kirche Santo Stefano (Q3674311)                                      | Plebiszitäre Kirche Santo Stefano / Chiesa plebana di Santo Stefano KGS-Nr.: 10392                                                                              | A    | G   | Tesserete, Via Monsignor Rodolfo Poli 3 718142 / 102936 |              |
| BW   | Datei hochladen · Wikidata zu Pfarrkirche San Barnaba (Q3669464)                                                | Pfarrkirche San Barnaba / Chiesa parrocchiale di San Barnaba KGS-Nr.: 05310                                                                                     | B    | G   | Bidogno, Via Ugo Canonica 4 720771 / 104189             |              |
| BW   | Datei hochladen · Wikidata zu Oratorium Santa Maria delle Grazie und Freitreppe mit Kreuzwegkapelle (Q29884140) | Oratorium Santa Maria delle Grazie und Freitreppe mit Kreuzwegkapelle / Oratorio di Santa Maria delle Grazie e scalinata con cappelle Via Crucis KGS-Nr.: 05311 | B    | G   | Bidogno, Via Monte Bar 56 720954 / 104504               |              |
| BW   | Datei hochladen · Wikidata zu Kirche Santi Matteo e Maurizio (Q3668295)                                         | Kirche Santi Matteo e Maurizio / Chiesa dei Santi Matteo e Maurizio KGS-Nr.: 05356                                                                              | B    | G   | Cagiallo, ar Stradón da San Maté 2 719062 / 102801      |              |
| BW   | Datei hochladen · Wikidata zu Kapuzinerarchiv der italienischen Schweiz (Q117264927)                            | Kapuzinerarchiv der italienischen Schweiz / Archivio dei Cappuccini della regione Svizzera italiana KGS-Nr.: 08906                                              | B    | S   | Bigorio, Via al Convento 42 716961 / 103413             |              |
| BW   | Datei hochladen · Wikidata zu P.A.M. Haus (Q29884131)                                                           | Haus P.A.M / Casa P.A.M. KGS-Nr.: 11930 | B    | G   | Sala Capriasca, Condra 717458 / 104253                  |              |
| ja   | Datei hochladen · Wikidata zu Oratorium Madonna di Casletto (Q29884139)                                         | Oratorium Madonna di Casletto / Oratorio della Madonna di Casletto KGS-Nr.: 11931                                                                               | B    | G   | Vaglio, Via San Clemente 3 717472 / 101754              |              |
| ja   | Datei hochladen · Wikidata zu Pfarrkirche Sant’Antonio Abate (Q29884134)                                        | Pfarrkirche Sant’Antonio Abate / Chiesa parrochiale Sant’Antonio Abate KGS-Nr.: 12571                                                                           | B    | G   | Sala Capriasca, Via della Pieve 82 717459 / 102677      |              |
| BW   | Datei hochladen                                                                                                 | Casa Vegezzi già Meneghelli / Casa Vegezzi ehemals Meneghelli KGS-Nr.: 17209                                                                                    | B    | G   | Cagiallo, Via Sarone 20 719025 / 102663                 |              |